# 大阪府公安委員会
大阪府公安委員会（おおさかふこうあんいいんかい）は、大阪府警察を管理するため大阪府知事所轄の下に設置される行政委員会である。5人の委員で組織される。所在地は大阪市中央区大手前3丁目1番11号である。

## 委員
- 委員長
  - 高瀬桂子 - 弁護士
- 委員
  - 辻内宏治 - シティホテルサンプラザ代表取締役社長
  - 大山隆司 - 中村超硬取締役、元札幌高等裁判所長官
  - 梅宮典子 - 大阪公立大学教授
  - 本荘武宏 - 大阪ガスグループ取締役会長

## 下部組織
- 大阪府警察